# Producción del vino

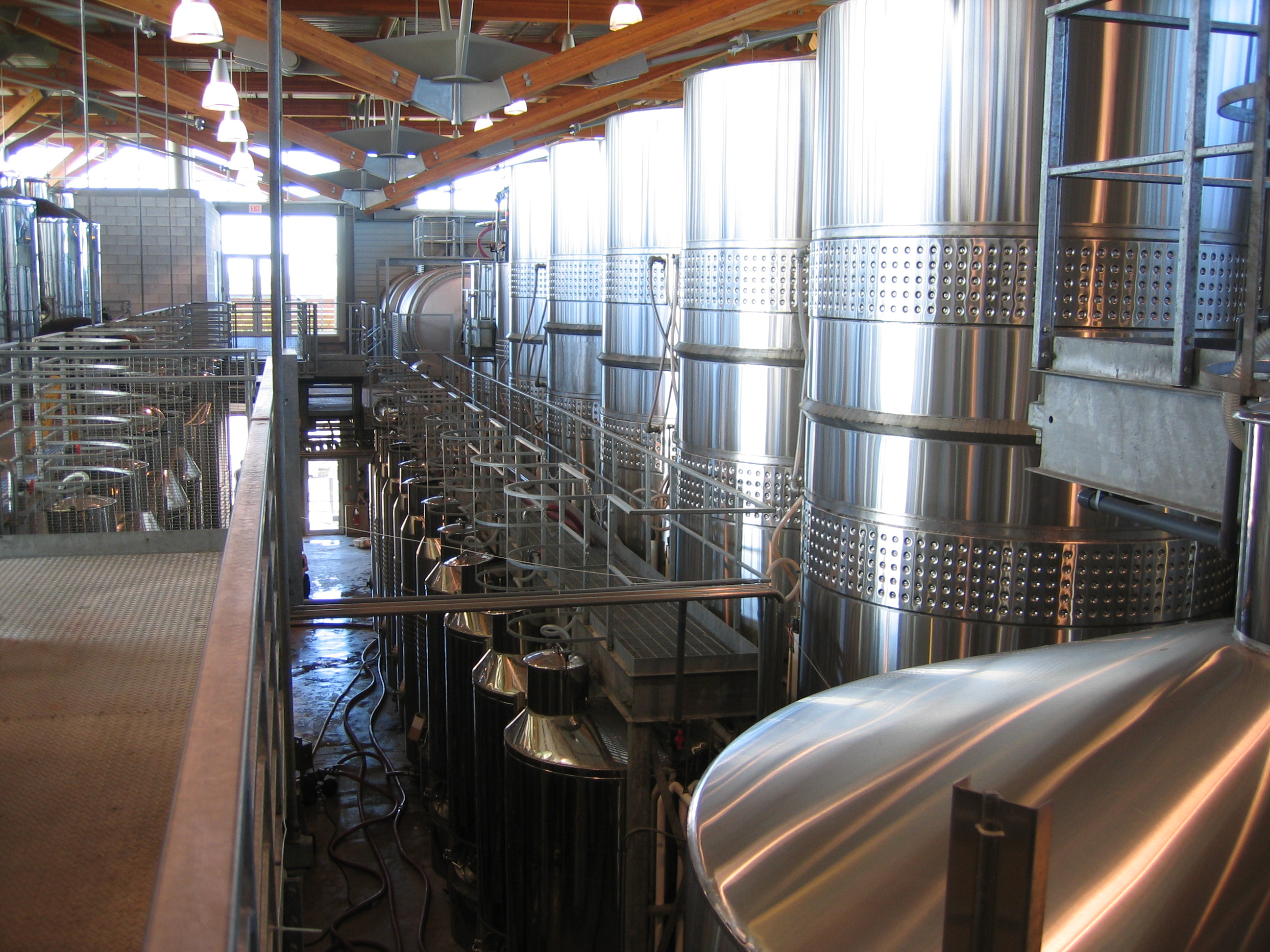
Fermentación controlada del mosto en cubas de acero inoxidable

La elaboración del vino o vinificación es el conjunto de procesos que transforman el mosto en una bebida alcohólica denominada vino. El proceso principal por el que ocurre esta transformación es la fermentación alcohólica. La elaboración del vino comienza con el prensado de la uva para la obtención del mosto y acaba exactamente en las operaciones de embotellado. Los procesos que llevan a la fermentación del mosto, así como las reacciones durante la maduración, son muy diversas y dan el "carácter" propio al vino. La ciencia encargada de la elaboración y estudio de los atributos del vino se denomina enología.

## La uva

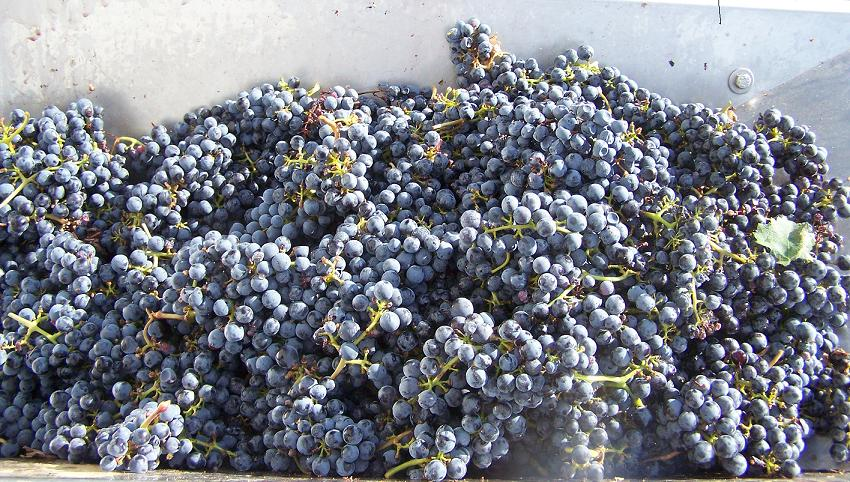
Conjunto de uvas recolectadas para el prensado

Para entender los procesos de vinificación, es necesario entender la forma interior de la uva, así como los contenidos que posee en sus diferentes lugares. Su aplastamiento produce un zumo que se denomina mosto y es el origen del proceso de la vinificación. Parte de los compuestos químicos naturales que posee la uva son transformados en diferentes fermentaciones y procesos oxidativos. La uva se va madurando en la vid y cuando llega a una proporción adecuada de azúcares y ácidos empieza la cuenta atrás para su recolección.

## Proceso

### Recepción de la uva

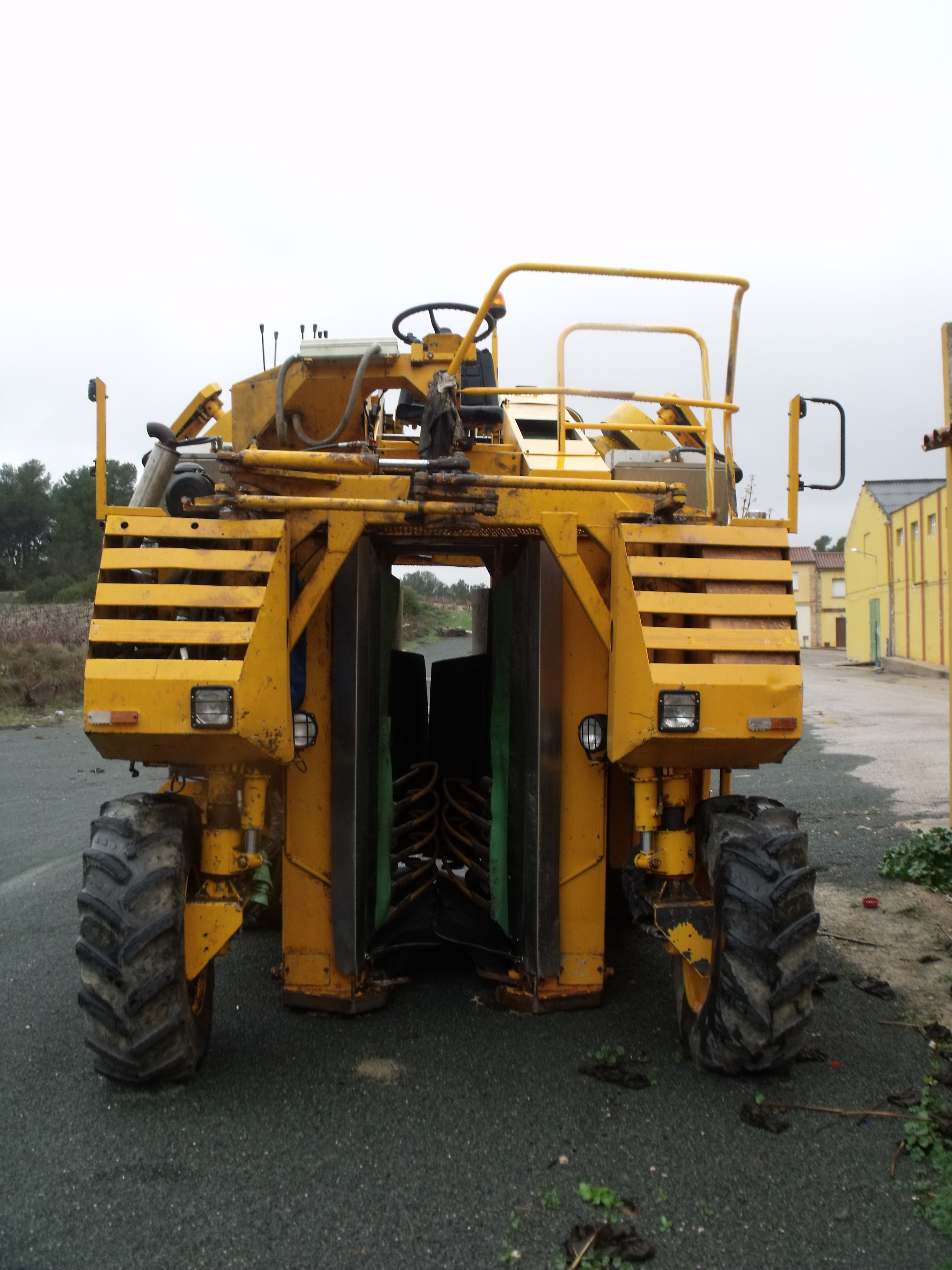
Máquina vendimiadora

Mediante el empleo de remolques que transportan cajas o pequeños cestos que no sobrepasen 25 kg de capacidad.
El transporte se realiza con la mayor rapidez posible debiendo llegar la uva a la bodega el mismo día de ser vendimiada, evitando en lo posible el aplastamiento de la uva y un calentamiento excesivo de esta.
Se procede inmediatamente al pesado y toma de muestra, esta se realiza en cada remolque y posteriormente se analizará para comprobar el estado sanitario y riqueza en azúcar de la uva.

### Tratamiento mecánico de la vendimia
La maquinaria utilizada en el procesado de la vendimia en la bodega, está fundamentalmente destinada a la extracción total o parcial del mosto. Esta maquinaria también posibilita el transporte de la vendimia dentro de la bodega, generalmente por medio de tuberías de gran diámetro y con destino a las distintas fases del proceso de elaboración.

#### Despalillado
La operación del despalillado consiste en la separación de los raspones, pudiéndose hacer antes o después del estrujado.
Supone una mejora gustativa de los vinos, pues los elementos disueltos de los raspones presentan sabores astringentes, vegetales y herbáceos, procedentes de la savia o jugos vacuolares de células fotosintéticas. Confiriendo por tanto finura a los vinos.

El despalillado consiste en separar los frutos de uva de los raspones, esta operación se debe realizar antes del prensado, esto se debe a que el raspón contiene mucho potasio y puede restar acidez al vino lo cual provocaría un sabor herbáceo en el producto final, además de lo mencionado existen otros beneficios que se pueden obtener al realizar el despalillado antes al prensado, por ejemplo, que el color sea mucho más intenso debido a que los raspones absorben los colorantes de la uva, también se podrá controlar mejor la temperatura, ya que el raspón es capaz de absorber el calor.

#### Estrujado
Primitivamente el estrujado era la única operación que se podía aplicar a una vendimia para extraer su mosto, la aparición de las prensas permitió aprovechar una mayor cantidad de mosto contenido en los racimos estrujados.
Se debe rasgar simplemente el hollejo por un meridiano de la baya, liberando la pulpa que contiene el mosto y las pepitas de su interior, y siempre sin triturar los hollejos, ni tampoco laminar las pepitas. La excesiva rotura de los hollejos por un estrujado excesivo de las bayas o por un transporte inadecuado, se traduce en un aumento del volumen de fangos y lías, así como también en una mayor cesión de ácidos grasos, sustancias que al oxidarse producen compuestos de carbono de fuerte sabor herbáceo. Se debe por lo tanto, respetar en la medida de lo posible, la integridad de los hollejos y las pepitas.
El estrujado debe ser suave, pues simplemente basta con liberar mosto, respetando la estructura del hollejo; la cual será suavemente degradada por el complejo enzimático del mosto con una extracción selectiva de los compuestos de bondad o calidad que contiene.

#### Evacuación de raspones
Este subproducto ocupa un gran volumen, formando una masa esponjosa de poco peso, que debe ser regularmente retirada de las inmediaciones de las máquinas despalilladoras. Los raspones caen por su propio peso desde un lateral de las máquinas despalilladoras, pudiendo instalarse para su evacuación una o varias cintas transportadoras nervadas dotadas de una pequeña tolva de acumulación o alimentación, estando colocadas en posición horizontal o inclinadas, y permitiendo la descarga de raspones en una zona fuera de la bodega. La extracción y transporte de raspones mediante la aspiración neumática, es el sistema más frecuentemente utilizado por las bodegas.

### Encubado
Consiste en depositar el mosto en los depósitos para que fermente y se convierta en vino. La duración de la fermentación será de 6 días para el vino joven y será la primera que entre en la bodega y 6-10 días para el vino de crianza y reserva.

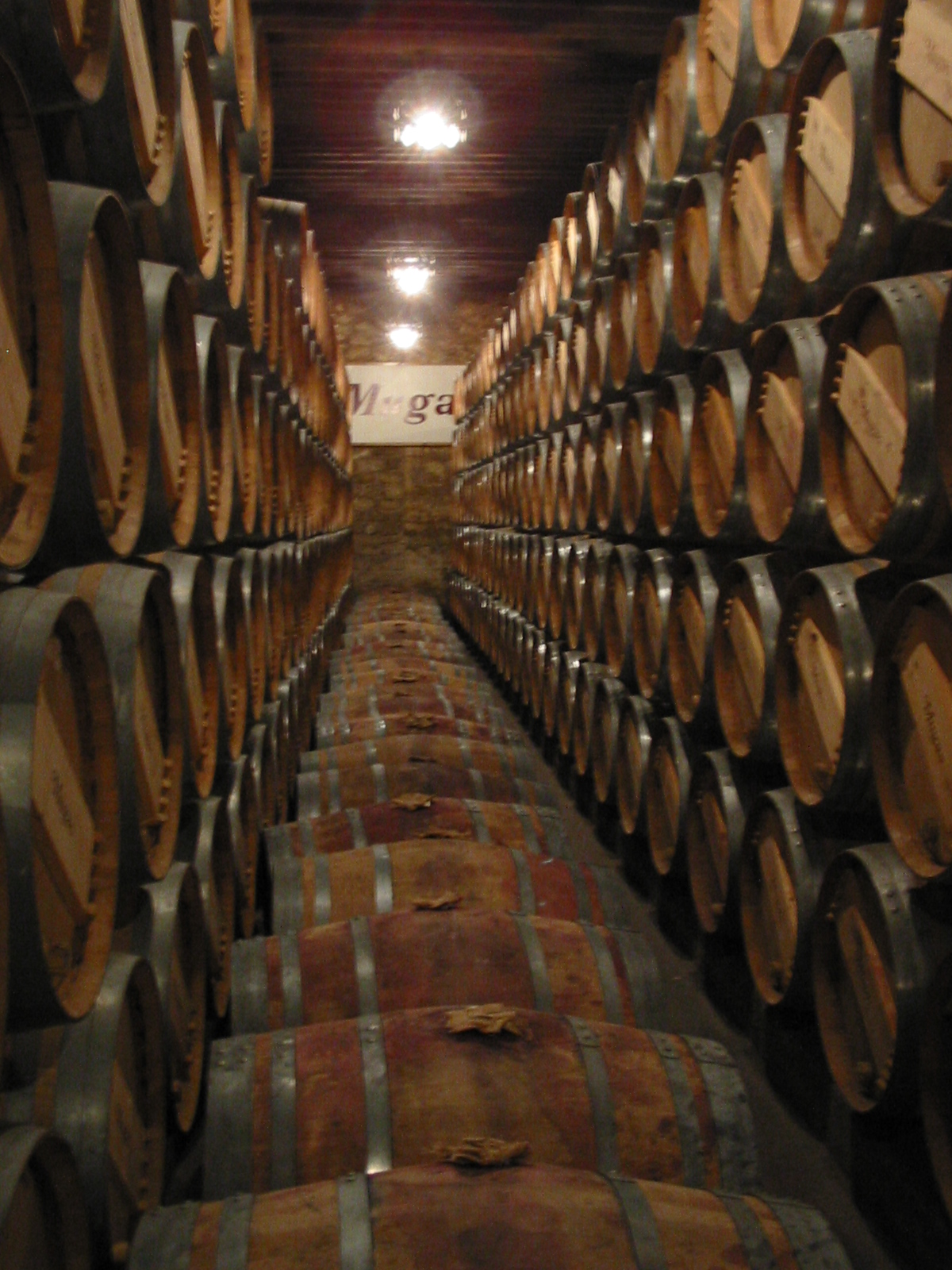
Barriles de vino en La Rioja (España).

#### Maceración
La maceración es el contacto entre líquido y partes sólidas de la uva. Es un proceso que se inicia en el momento en que el mosto entra en contacto con los hollejos de la uva.

#### Fermentación
Es el proceso por el cual el azúcar del mosto se convierte en alcohol etílico mediante la acción de las levaduras naturales presentes en el hollejo de la uva (en la pruina) y en la propia bodega. Se trata de uno de los momentos fundamentales del proceso de elaboración del vino.

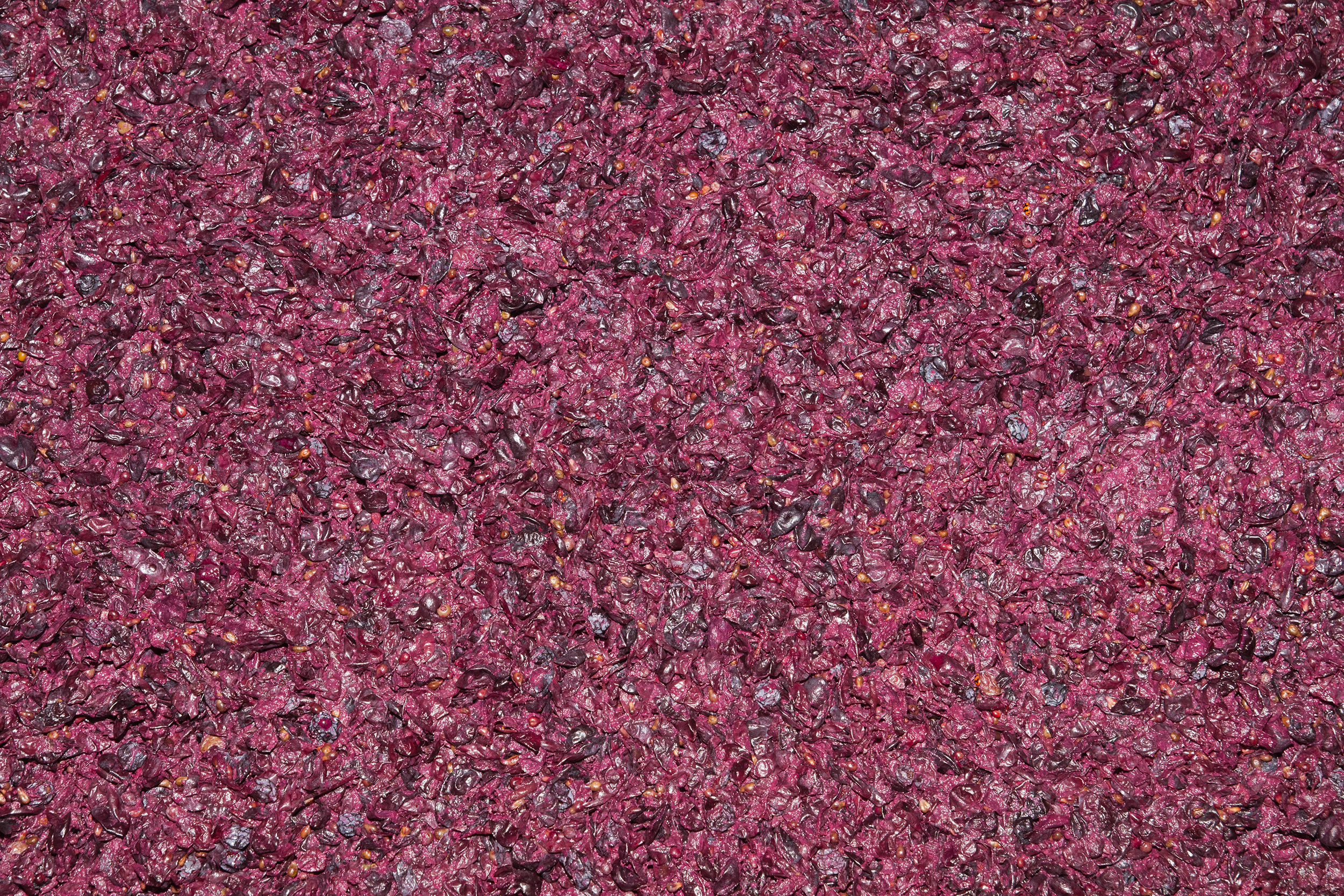
Fase de fermentación

### Descube y prensado
Es la operación que consiste en sacar el vino de los depósitos donde ha fermentado, el cual se traspasa a otros depósitos, donde permanecerá cierto tiempo.
El vino separado en esta operación se denomina vino yema. Dependiendo del momento en que se realice el descube se obtienen vinos diferentes, más o menos aptos para la crianza.
Hay dos tipos de descube: descube en caliente y descube en frío. El descube en caliente se realiza cuando el vino ya no contiene gran proporción de azúcar; se suele aplicar en ciertos vinos de calidad que deben comercializarse muy pronto, más conocidos como vinos del año, y de aquí depende su dureza.
El descube en frío se realiza después de que haya acabado la fermentación, consiguiendo un aumento en la maceración de los orujos que suele ser idóneo para la obtención de un vino que tiene que ser sometido a un largo envejecimiento, para lograr un vino fuerte, complejo, con mucho color y taninos.
Después de realizar el descube de los vinos, las partes sólidas, hollejos y pepitas son devueltas a la prensa.
Son prensados para extraer en la medida de lo posible la mayor cantidad de vino posible, representa aproximadamente el 15 % del vino elaborado.

### Almacenamiento

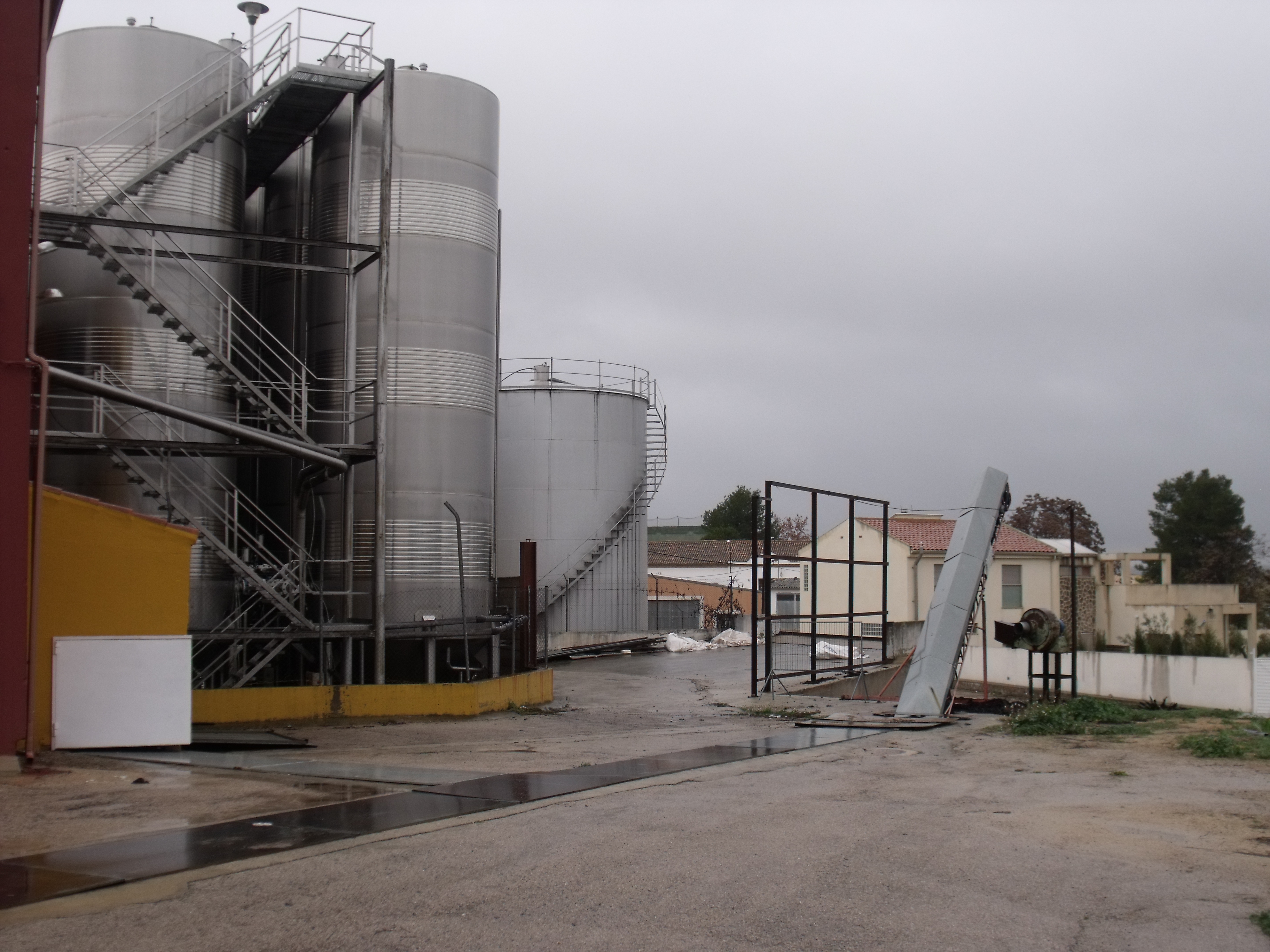
Instalaciones de una cooperativa vinícola.

El vino debe ser almacenado a temperatura estable de unos 15 °C (nunca inferior a 10 °C ni superior a 18 C), en un sitio oscuro (la luz oxida el vino), tumbado y sin moverlo. La humedad de la bodega casera debe tener una humedad de entre el 60-80 %. Se cierra al vacío y con tapón de corcho para que pueda expandirse, aunque los vinos jóvenes también usan tapón de plástico. El vino absorbe todo lo que hay alrededor, por lo que debe ser almacenado en sitios poco húmedos y sin olores fuertes. Todas las botellas deben permanecer tumbadas y en posición horizontal para que el corcho esté permanentemente húmedo.
Para que un vino aguante mucho tiempo en botella, requiere alcohol y color. Por otro lado, cada vino tiene una duración relativa. Mientras unos deben beberse en el momento, otros envejecen favorablemente en la botella y es recomendable guardarlos algunos años para beberlos en su momento óptimo. La mayoría de los tintos jóvenes (sin barrica) deben beberse en el mismo año, aunque el tiempo puede variar. Los tintos de crianza con 12 meses en barrica. Los vinos reserva pueden consumirse hasta los diez años posteriores a la vendimia, y los grandes reservas pueden mejorar hasta los 15 años. En ningún caso se recomienda superar este tiempo, pues las probabilidades de que el vino se estropee son muy grandes. Por lo tanto, aunque pocas veces viene especificado en las etiquetas de las botellas, el vino tiene una fecha de caducidad, que depende del tipo de vino (principalmente de su grado de acidez, grado de alcohol y contenido en taninos) y de las condiciones en que es almacenado. De no consumirse en el momento adecuado, el vino se oxidará, llegando incluso a transformarse en vinagre.

### Filtración
Solo se filtran los vinos destinados a Denominación de origen.

#### Filtración por tierras
Filtración desbastadora: Se realiza antes del tratamiento del vino por ultrarrefrigeración. Se instalará un filtro de discos horizontales.
Filtración abrillantadora: Se realiza tras la estabilización por frío.
Con el fin de ahorrar espacio y dinero se instalará filtro de discos horizontales autolavable con descarga en seco y campana deslizante.

#### Filtración amicróbica
Equipo de filtración amicróbica.
Se realizará para conseguir una estabilidad biológica del vino antes del embotellar, frente a levaduras y bacterias. Se emplea un filtro de membrana, constituido por un cartucho filtrante, que funcionará inmediatamente antes de la línea de embotellado.

### Embotellado

#### Preparación para el embotellado
La preparación de los vinos para el embotellado comprende los preparativos iniciales de la vida de la composición química, la filtración final y la modificación de las cantidades de oxígeno y dióxido de carbono disueltos en los vinos. La preparación de mezclas, la clarificación, la estabilización y el ajuste de la acidez no se deben considerar como operaciones de acabado y serán, por lo general, llevadas a cabo en momentos anteriores al embotellado.

#### Embotellado
Los sistemas de embotellado están formados por varias partes, normalmente muy parecidas al embotellado de otras muchas bebidas. Los principales componentes de estos sistemas, por lo general, incluyen lo siguiente: equipos para quitar polvo y enjuagar las botellas, máquinas de llenado, máquinas para insertar el corcho, máquinas para etiquetar y máquinas para poner la cápsula y envolver.
La línea de embotellado puede variar desde una operación manual, en la cual varias personas manejan cientos de botellas por hora, hasta una automática, con dos o tres operadores manejando varios cientos de botellas por minuto. Para muchas bodegas pequeñas el uso de un equipo móvil de embotellado, incluso para embotellado estéril, en el que la línea completa de embotellado está alojada dentro de un remolque, y todo ello se alquila a conveniencia, es preferible a mantener una instalación técnicamente inferior o parecida, pero cara, para el tiempo que se usa. No es solamente favorable económicamente para la pequeña bodega, sino que los alquiladores de estos equipos tienen mucha más experiencia en la operación de embotellado.

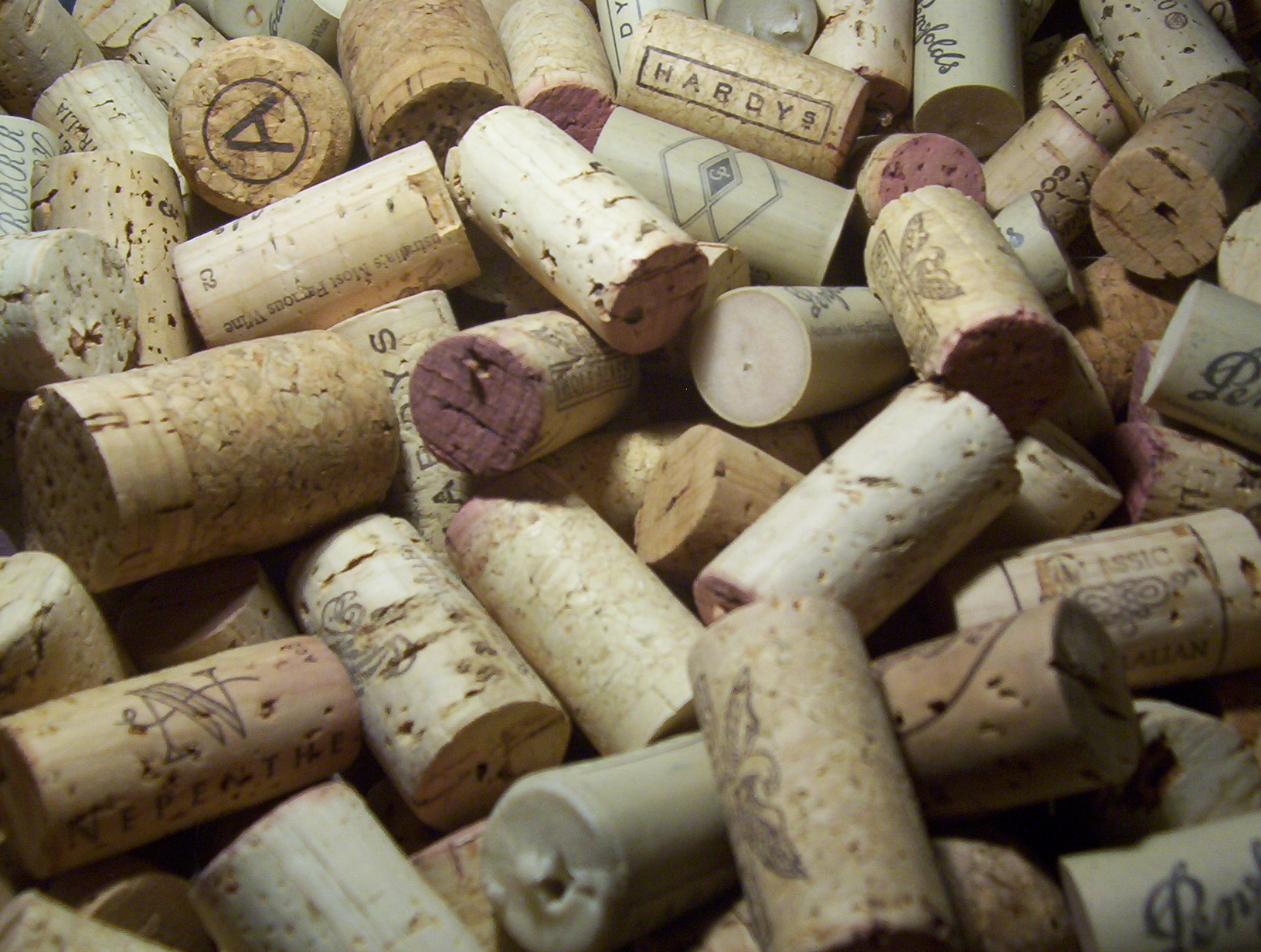
Corchos

Algunas instalaciones se colocan en línea recta, con los materiales yendo de uno a otro extremo, y también es común extenderlo en forma de U, con las botellas terminadas volviendo a un punto cercano donde al principio fueron descargadas de sus cajas.
Los componentes más importantes del embotellado se colocan en una sala separada, diseñada especialmente para que sea fácil su limpieza (suelos alicatados, y también las paredes alicatadas o cubiertas con paneles de acero inoxidable) y algunas veces con atmósfera estéril (con presión positiva y aire filtrado a través de membranas). Otras consideraciones respecto a la línea de embotellado son el acero de pallets y cajas para las botellas vacías o llenas y la prohibición de que sea una zona de paso.

### Depósito de envejecimiento
En la fase de encubado predominaba el ambiente ligeramente oxidativo, mientras que en esta fase el ambiente es totalmente reductor, al abrigo del oxígeno.
Es la ausencia total de este lo que hace que ciertos sabores y aromas adquiridos en la fase de madera se potencien en este periodo, "afinándose".
Para que esta ausencia de oxígeno sea total, las botellas han de reposar en posición horizontal, con esto se consigue que el líquido contacte con el corcho, lo hinche y así evite que entre aire desde fuera. La duración de esta fase es variable.
Condiciones ambientales de la crianza (en sus dos fases)
La temperatura debe ser homogénea, entre 12-16 grados es lo ideal, valores superiores aceleran la crianza produciendo vinos menos finos.
La luz debe ser escasa y tenue, y la humedad en torno al 85 %, valores inferiores dan lugar a considerables mermas en las barricas.
Debe haber ausencia de aromas extraños y ruidos.